# Mohamed El-Sayed (boxe anglaise)
Pour les articles homonymes, voir Mohamed El-Sayed et El-Sayed.
Mohamed Elsayed est un boxeur égyptien né le 22 mars 1973.

## Carrière
Aux Jeux olympiques d'été de 2004, il combat dans la catégorie des poids lourds et remporte la médaille de bronze, n'ayant pas pu disputer les demi-finales après avoir échoué à un test médical qui a révélé une blessure au bras.